# مايكروسوفت أوتلوك إكسبريس
أوتلوك اكسبريس (بالإنجليزية: Outlook Express)‏ هو برنامج عميل بريد إلكتروني، يأتي هذا البرنامج مُضمَنًا مع مُتصفح إنترنت إكسبلورر من إصدار 3.0 [الإنجليزية] ولغاية إصدار 6.0، تم تضمينهُ مع عِدة إصدارات من مايكروسوفت ويندوز، من ويندوز 98 إلى ويندوز سيرفر 2003، وكان متاحا لـ ويندوز 3.x [الإنجليزية]، ويندوز إن تي 3.51، ويندوز 95، نظام ماك 7، ماك أوس 8، ونظام التشغيل ماك 9. واستمر حتى انتهى في ويندوز فيستا، وتم استبدالهُ رسميًا بـ بريد ويندوز (بالإنجليزية: Windows Mail)‏.
هذا التطبيق هو تطبيق مختلف كُليًا عن مايكروسوفت آوتلوك. لا يشترك البرنامجان في قاعدة بيانات مشتركة، لكنهما يشتركان في الفلسفة المعمارية والفكرة مُشتركة. تؤدي الأسماء المتشابهة إلى استنتاج خاطئ لأن برنامج أوتلوك إكسبريس ليس نسخة مجردة من مايكروسوفت أوتلوك. ومن الامثلة على الفروقات فإنَّ هذا البرنامج يستخدم دفتر عناوين ويندوز ويستخدم كذلك معلومات جهات الاتصال ويقوم بالتعامُل معها بإحكام. في نظام التشغيل ويندوز XP، يتعامل أيضًا مع ويندوز مسنجر [الإنجليزية].

## تاريخ
جاء إصدار البرنامج الأول (1.0) وهو يَحمل اسم مايكروسوفت بريد الإنترنت والأخبار (بالإنجليزية: Microsoft Internet Mail and News)‏ وفي عام 1996 وتحديدًا بَعد إطلاق إنترنت إكسبلورر 3 [الإنجليزية] تم اطلاقه رَسميَّا للمُستخدمين. هذا البرنامج سبق مايكروسوفت إكستشينج سيرفر الموجود في ويندوز 95.
في عام 1997، تَمَّ تغيير اسم البرنامج إلى أوتلوك إكسبريس (وهو الاسم الحالي) وتم تجميعه مع إنترنت إكسبلورر 4 [الإنجليزية]. وبعد تلك الفترة أصبح البرنامج يدعم نظام Mac 7 و OS 8 و OS 9.
يتطلب مُتصفح إنترنت إكسبلورر 5 [الإنجليزية] برنامج أوتلوك إكسبريس 5 (أي الإصدار الخامس) لحفظ ملفات أرشيف الويب (MHTML [الإنجليزية]).

## تنسيقات الملفات المدعومة
هذه تنسيقات الملفات المدعومة وأهميتها في البرنامج:
- .DBX: مجلد البريد الإلكتروني للبرنامج.
- .EMAIL: رسالة بريد إلكتروني للبرنامج.
- .EML: رسالة البريد الإلكتروني.
- .IDX: ملف فهرس بصندوق البريد للبرنامج.
- .MBX: صندوق بريد رسمي للبرنامج.
- .MIM: ملف رسائل بريد الإنترنت (مُتعدد الأغراض).
- .MIME: ملحق بريد إنترنت (متعدد الأغراض).
- .MS-TNEF: تنسيق الخاص للنقل.
- .NCH: ملف مجلد للبرنامج.
- .ODS: (يجب عدم الخلط بينه وبين ملف جدول بيانات أوبن ديكيومنت )
- .OEB: ملف معالج النسخ الاحتياطي للبرنامج.
- . PAB: دفتر عناوين الشخصي
- .PST: ملف مخزن المعلومات الشخصية في أوتلوك
- .SIG: ملف التوقيع
- .VCF: ملف vCard
- .WAB: ملف دفتر عناوين ويندوز

## إصدارات البرنامج لويندوز
- صدر أول إصدار (1.0) مع الاسم السابق «مايكروسوفت بريد الإنترنت والأخبار» (بالإنجليزية: Microsoft Internet Mail and News)‏ في عام 1996 مع إنترنت إكسبلورر 3 [الإنجليزية]
- وصدرت النسخة الثانية (2.0) ومع نفس الاسم السابق في وقت لاحق في عام 1996.
- صدرت النسخة الرابعة (4.0)، والتي تم تضمينها في ويندوز 98 (يونيو 1998) وتعتبر متكاملة مع إنترنت إكسبلورر 4، وتَمَّ تغيير الاسم إلى هذا الاسم المعروف حاليًا (أوتلوك إكسبريس).
- صدرت النسخة الخامسة (5.0)، والتي تم تضمينها في ويندوز 98 (يونيو 1999) كاملة مع إنترنت إكسبلورر 5.
- أدرج الإصدار 5.01 في ويندوز 2000 (فبراير 2000) كاملة مع إنترنت إكسبلورر 5.01.
- أدرج الإصدار 5.5 في ويندوز ميلينيوم (يونيو 2000) كاملٌ مع إنترنت إكسبلورر 5.5.
- أُصدرت النسخة السادسة (6.0) في ويندوز إكس بي (أكتوبر 2001) كاملة مع إنترنت إكسبلورر 6.

## إصدارات لنظام التشغيل Mac
فيما يلي الإصدارات الخاصة بالبرنامج مع الآليات الداعمة لهُ:
- تم تضمين إصدار 4.0 من البرنامج في إصدار مايكروسوفت أوفيس 98 إصدار ماكنتوش [الإنجليزية].
- تم تجميع إصدار 5.03 من البرنامج مع مُتصفح إنترنت إكسبلورر 5 [الإنجليزية].
- تم تجميع إصدار 5.01 من البرنامج مع مُتصفح إنترنت إكسبلورر 5.01 [الإنجليزية].
- تم تجميع إصدار 5.5 من البرنامج مع مُتصفح إنترنت إكسبلورر 5.5 [الإنجليزية].

## بدائل
ظهرت إصدارات «أوتلوك إكسبريس 7» في الإصدارات المبكرة من نظام التشغيل ويندوز فيستا عندما كان النظام قيد التطوير باسم لونج هورس (بالإنجليزية: Longhorn)‏. وقد اعتمدت على نظام وين إف إس لإدارة وتخزين جهات الاتصال والبيانات الأخرى.
تضمن الإصدار الأخير من ويندوز فيستا إصدارًا أخيرًا للبرنامج، وبعد ذلك انتهى البرنامج كُليًا وأصبح البرنامج متوقف الدعم وحَلَّ محلهُ برنامج أخر يدعى بريد ويندوز (إصدار ويندوز فيستا) ‏.

## مشاكل

### تلف قاعدة البيانات
كان هذا البرنامج عُرضة لعدد من المشاكل التي يمكن أن تفسد قاعدة بيانات ملفاته، خاصة أنهُ عندما يزداد حجم قاعدة البيانات (بسبب زيادة عدد رسائل البريد الإلكتروني المخزنة) سيؤدي إلى تلف القاعدة، مما يؤدي إلى انتشار سوق البرامج التي يمكنها نسخ الملفات التالفة احتياطيًا واستعادتها أكثر من البرنامج الأصلي نفسهُ. تم أيضًا إنشاء مشروع مفتوح المصدر يسمى UnDBX، والذي يبدو أنه ناجح في استعادة قواعد البيانات التالفة. أصدرت شركة مايكروسوفت أيضًا وثائق قد تكون قادرة على تصحيح بعض المشكلات غير الخطيرة واستعادة الوصول إلى رسائل البريد الإلكتروني، دون اللجوء إلى حلول من جهات خارجية.

### قضايا أمنية
كان هذا البرنامج أحد عملاء البريد الإلكتروني الأقدم التي كانت تَدعم HTML والبرامج النصية. نتيجة لذلك، كانت رسائل البريد الإلكتروني مصابة بالفيروسات بشكلٍ شائع. في السابق، كان هناك عيب أمني آخر وهو أنه يمكن فتح البرنامج النصي تلقائيًا كمرفق. كان هناك خطأ آخر في معالجة المرفقات في البرنامج والذي سمح للملف التنفيذي بالظهور على أنه مرفق غير ضار مثل ملف رسومات. قد يؤدي فتح أو معاينة البريد الإلكتروني إلى تشغيل التعليمات البرمجية دون علم المستخدم أو موافقته.
باستخدام Outlook Express SP2 (جزء من Windows XP SP2)، حاولت مايكروسوفت تصحيح الثغرات الأمنية. ولكن البرنامج يقوم بحظر الصور داخل رسائل البريد الإلكتروني افتراضيًا. يستخدم البرنامج فقط منطقة الأمان المقيدة للبريد الإلكتروني بتنسيق HTML حصرًا؛ مما يعطل البرامج النصية ويفرض قيودًا على محتوى الويب الذي يمكن عرضه. كما أنهُ يحذر عند فتح المرفقات التي يُحتمل أن تكون ضارة لمنع الفيروسات والمشاكل الأمنية.

### معالجة رسائل PGP / MIME الموقعة
لا يتعامل البرنامج بشكل صحيح مع امتادات البريد المتعددة،  ولن يعرض نص الرسائل الموقعة. يتلقى المستخدمون بريدًا إلكترونيًا يحتوي ومرفقًا واحدًا (المرفق هو أحد نص الرسالة وأحد التوقيع) وبالتالي يحتاجون إلى فتحه لرؤية البريد الإلكتروني. إذا تمت إعادة توجيه البريد الإلكتروني عدة مرات، فسيحتاج المستخدمون إلى فتح رسائل البريد الإلكتروني واحدة داخل الأخرى عدة مرات للوصول إلى رسالة البريد الإلكتروني الأصلية. لم يتم تصحيح هذا الخطأ حتى الآن. تم وصف السلوك المناسب لهذا الخطأ في أداة RFC 1847.
عند الرد على رسالة أو إعادة توجيهها إلى مستخدم لديه توقيع رقمي، يقدم البرنامج خطأً ولا يسمح للمستخدم بالمتابعة إذا لم يكن هناك توقيع رقمي مثبت للمرسل.

### التمدد
لا يحتوي هذا البرنامج على نموذج كائن [الإنجليزية] موثق مثل نظيرهِ مايكروسوفت أوتلوك. لم يتم توثيق أو دعم الوصول المبرمج إلى هذا البرنامج أو التحكم فيه لتطبيقات المراسلة المخصصة أو المكونات الإضافية رسميًا بواسطة مايكروسوفت. تم توثيق واجهات التي تَحمل اسم (IStoreNamespace) و (IStoreFolder) في عام 2003، لكنها مرتبطة فقط بالتخزين.

### عدم توافق المدقق الإملائي لـأوفيس 2007
لا يحتوي البرنامج على مدقق إملائي مخصص. يمكنه استخدام المدققات الإملائية من مايكروسوفت أوفيس وحتى إذا تم تثبيت أوفيس أيضًا. ومع ذلك، فإن المدققات الإملائية في مايكروسوفت أوفيس 2007، (باستثناء المدقق الإملائي الفرنسي)، غير متوافقة مع البرنامج. أقرت مايكروسوفت بوجود هذه المشكلة،  ولكنها لا تقدم أي نوع من العلاج. الحل هو استخدام تطبيق تدقيق إملائي لجهة خارجية من هذا البرنامج. وعوضًا عن ذلك يحتوي بريد ويندوز لايف، الذي يستند إلى التعليمات البرمجية المصدر لـ Windows Mail، على دعم التدقيق الإملائي المدمج (الآن للغة الإنجليزية الأمريكية والعديد من اللغات الأخرى) ويمكن تنزيله مجانًا لنظام التشغيل Windows XP .

### مواجهات الخلل والجوانب غير العادية الأخرى
لا يؤدي إلغاء إرسال بريد إلكتروني أثناء إرسالها إلى منع إرسالها بشكل فعال. يدعم هذا البرنامج فقط ملفات .dbx الأصغر من 2 جيجابايت، وقد تواجه مشاكل في الأداء عند التعامل مع الملفات التي تقترب من هذا الحد.

## روابط خارجية
- "Differences between Outlook and Outlook Express". Support. مايكروسوفت. مؤرشف من الأصل في 2015-04-08.
- Yabo، Pablo (27 مارس 2006). "Reading and Writing Messages in Outlook Express". Code Project.